# Acanthagrion minutum
Acanthagrion minutum là một loài chuồn chuồn kim trong họ Coenagrionidae.
Acanthagrion minutum được Leonard miêu tả khoa học năm 1977.